# Гвардейское (Краснодарский край)
Гварде́йское — село в Крымском районе Краснодарского края.
Входит в состав Киевского сельского поселения.

## География

### Улицы
- ул. 5 Апреля,
- ул. Геологов,
- ул. Горбатко,
- ул. Колобова.

## Население
| 1999 | 2002 | 2010 |
| ---- | ---- | ---- |
| 198  | ↘184 | ↗195 |

### Известные люди
В селе жила и похоронена Оникиенко, Лидия Семёновна — Герой Социалистического Труда.